# Synthesekautschuk

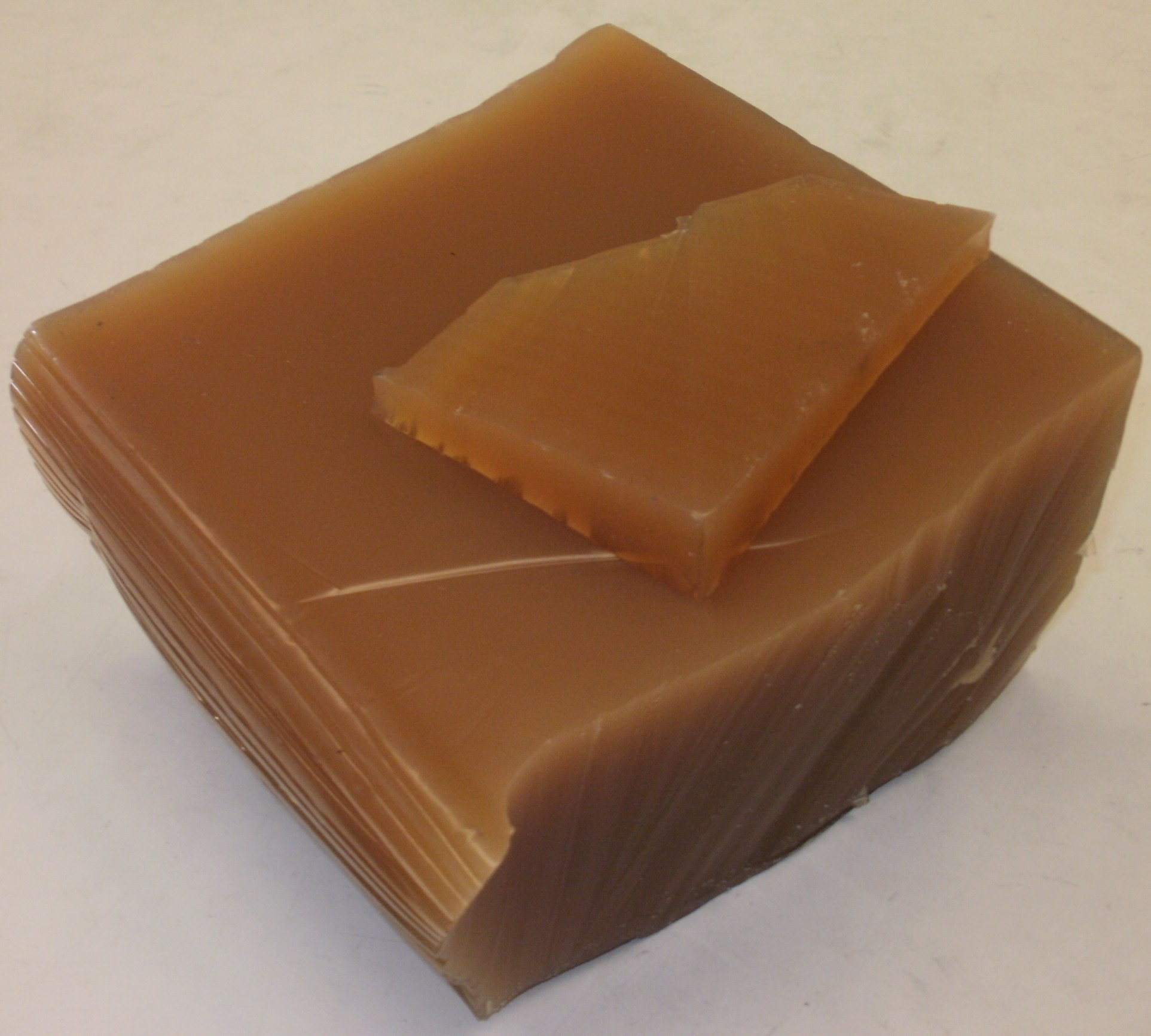
Fluorpolymer von Daikin, 10 kg

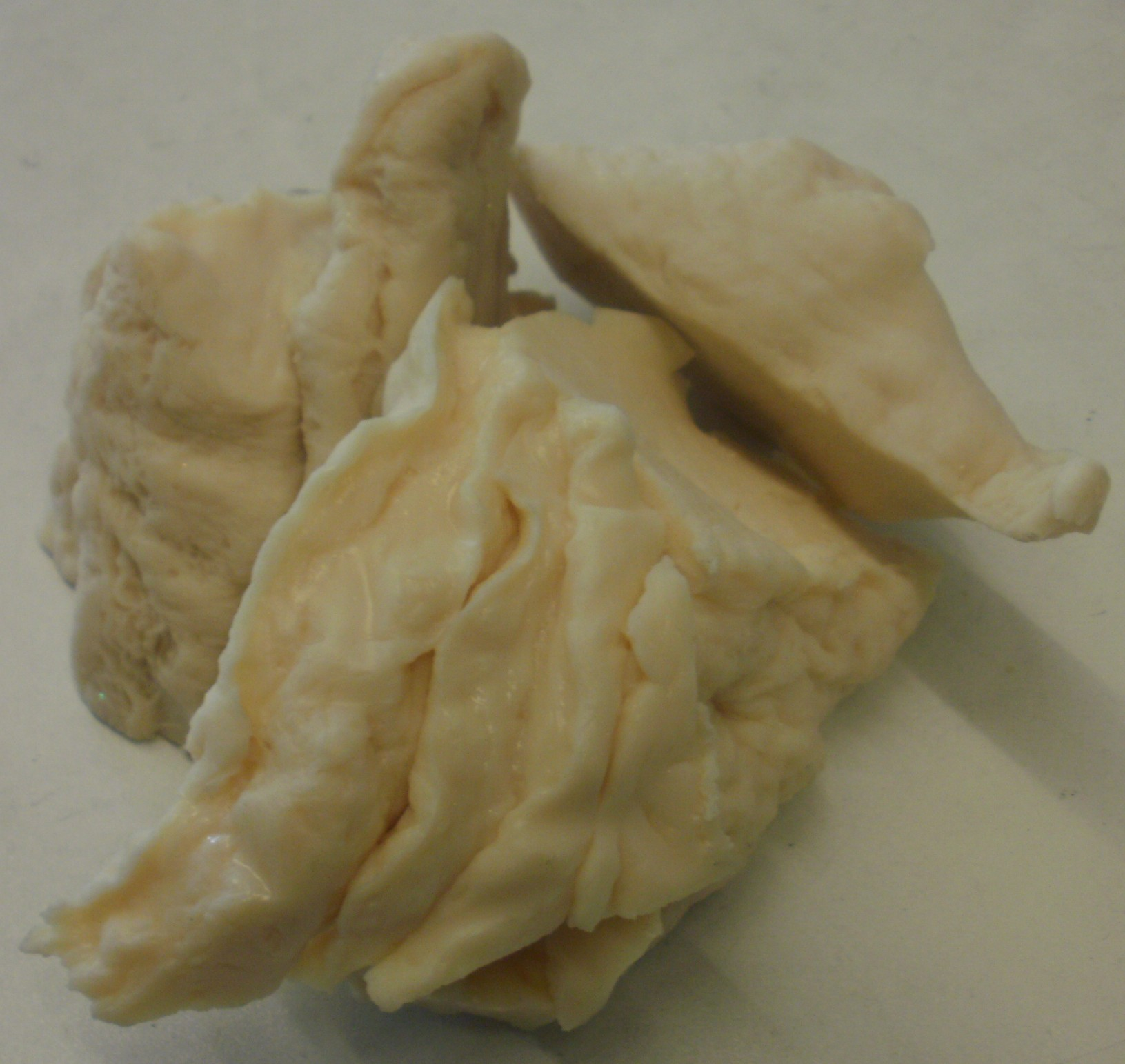
Fluorpolymer von Dyneon

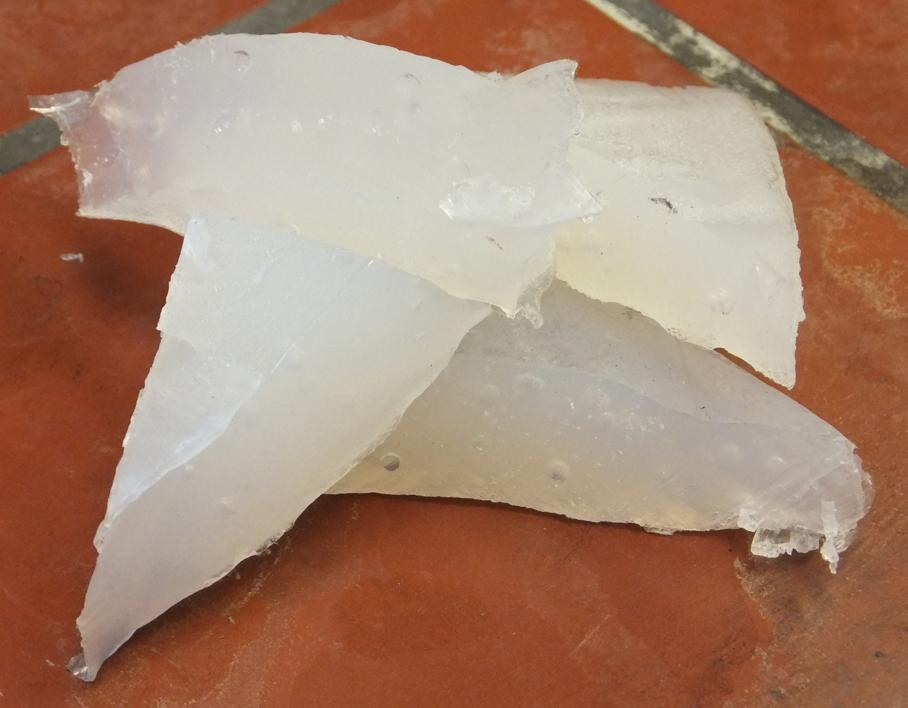
Fluor-Polymer Tecnoflon von Solvay-Solexis, 200 g

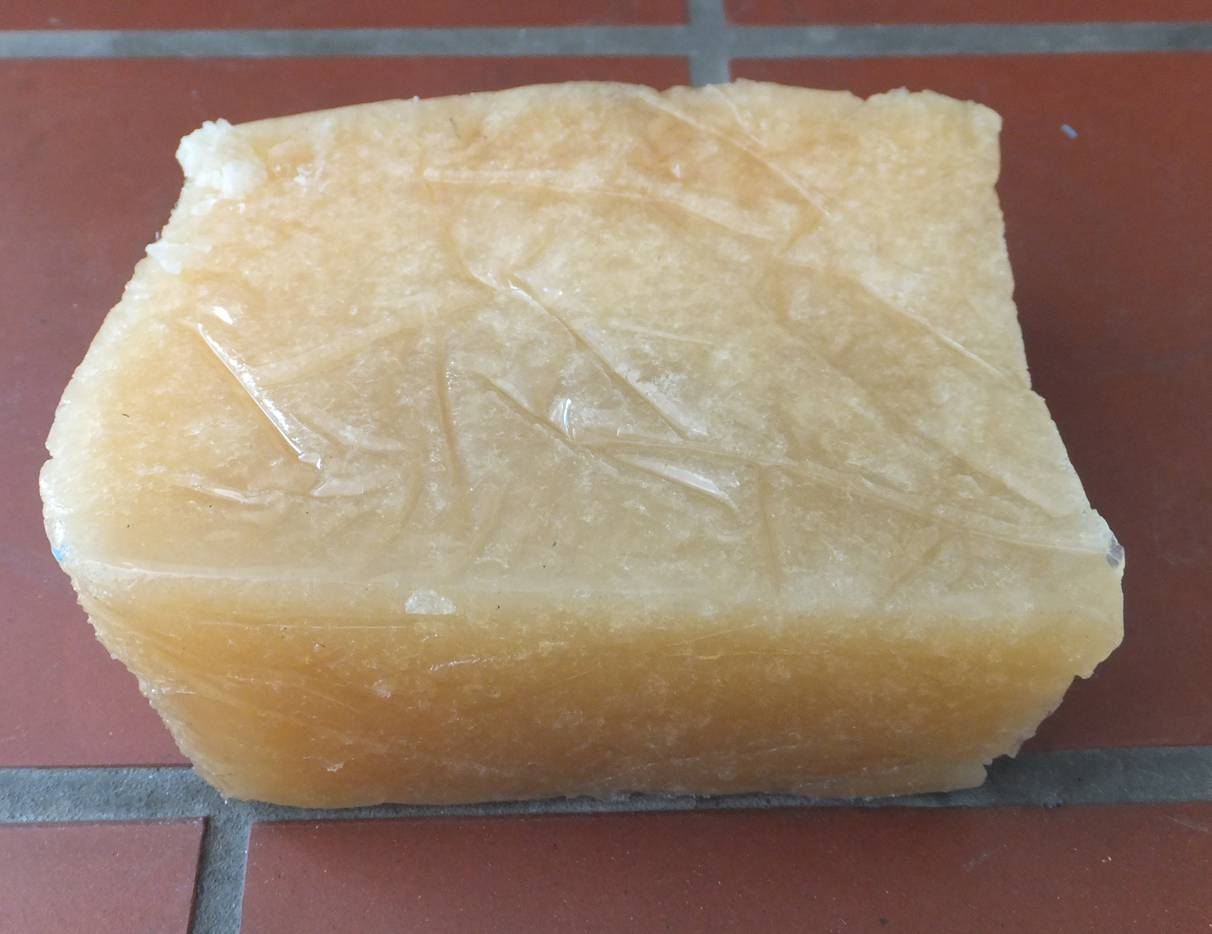
Perbunan-Kautschuk

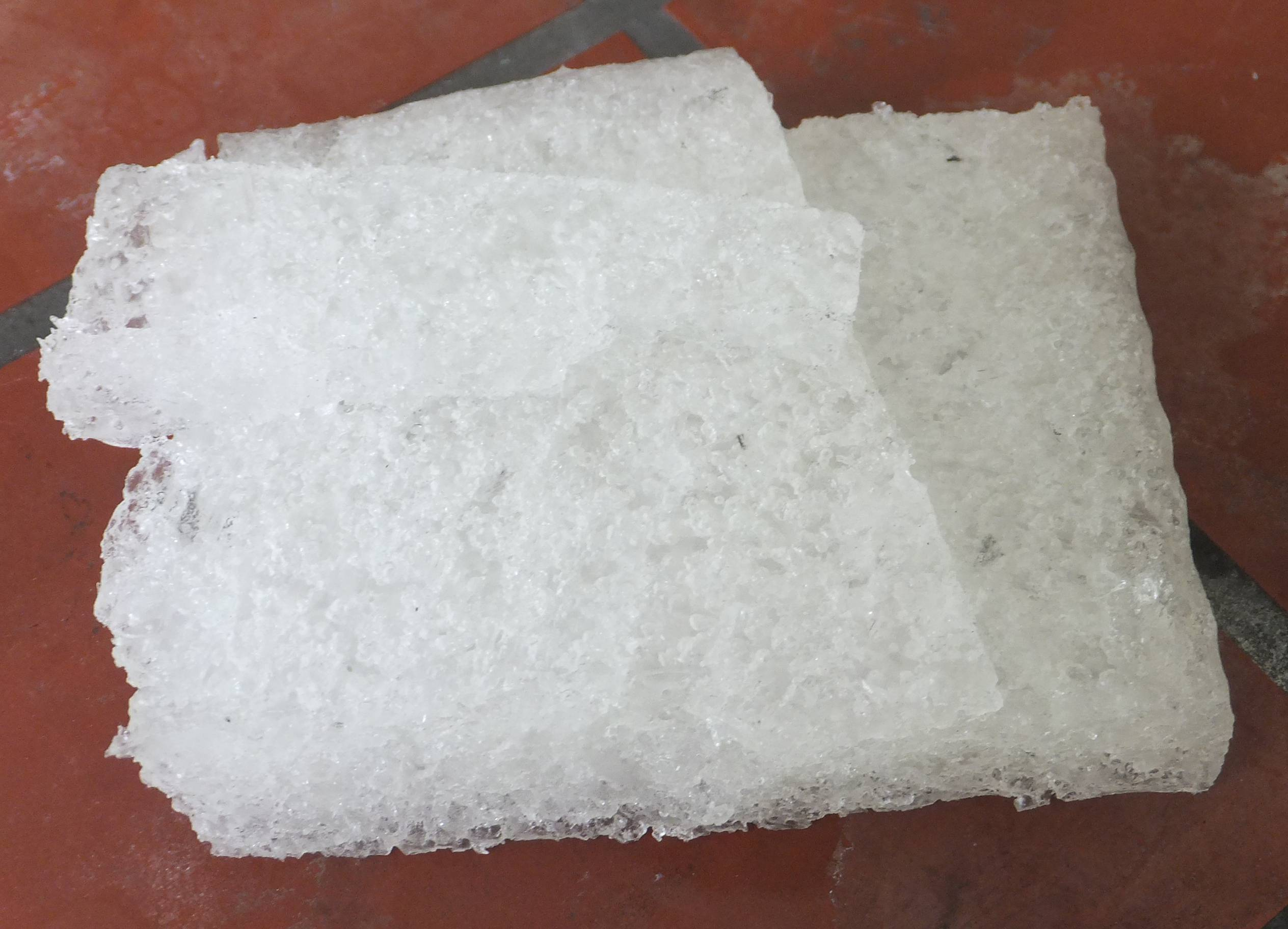
EPDM-Polymer, Typ Keltan von Lanxess, 200 g

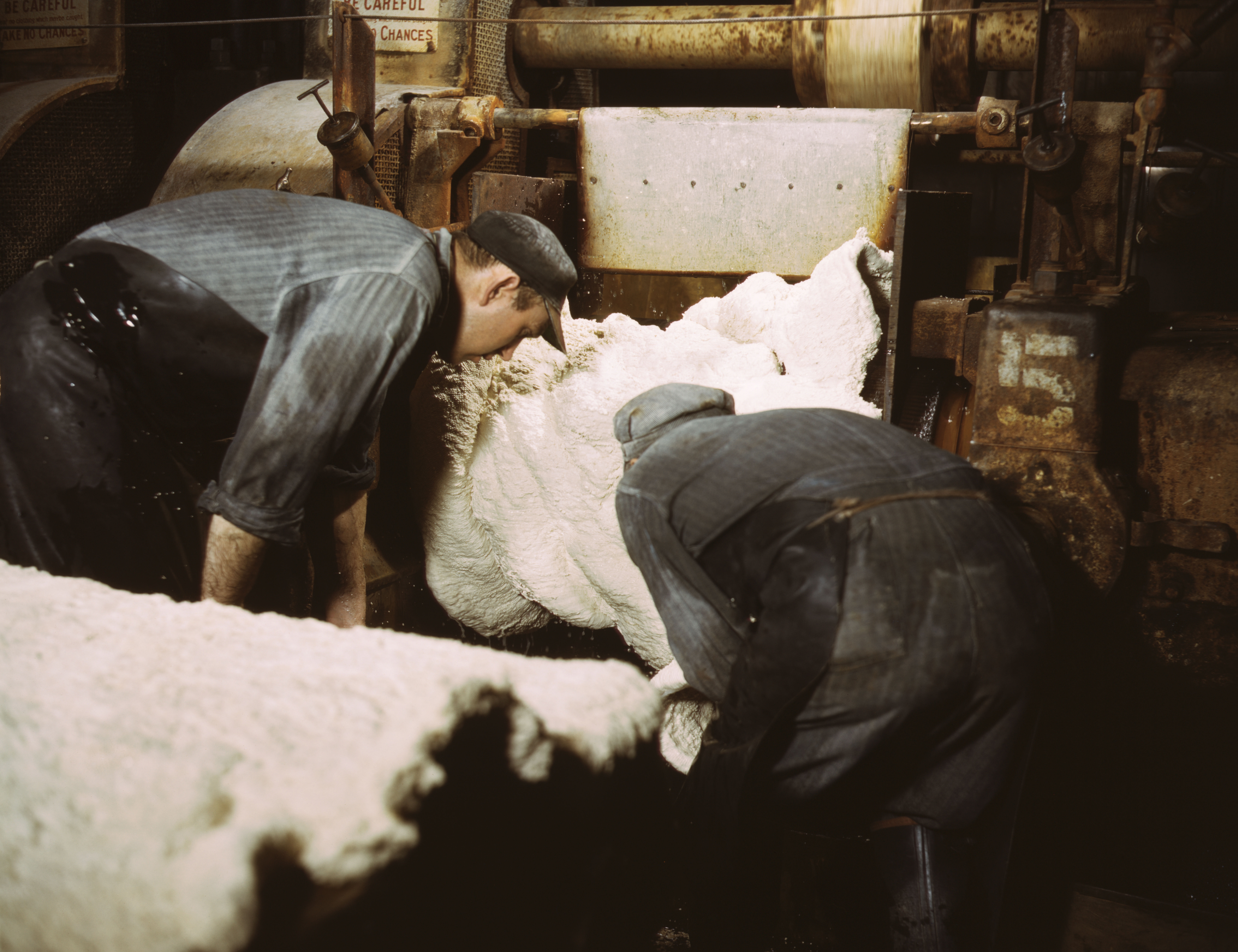
Herstellung von Synthesekautschuk bei B.F. Goodrich Co., Akron, Ohio, nach dem Ameripol-Prozess (1941)

Als Synthesekautschuk (indian. cao ‚Baum‘ und ochu ‚Träne‘) bezeichnet man elastische Polymere, aus denen Gummi hergestellt wird und die auf der Basis petrochemischer Rohstoffe erzeugt werden. Die wichtigsten Synthesekautschuke stellen Styrol-Butadien-Kautschuk  und EPDM dar.
Neben Synthesekautschuk existieren Naturkautschuktypen, vor allem auf der Basis des Milchsafts (Latex) des Kautschukbaumes (Hevea brasiliensis).

## Geschichte
Um 1860 konnte Charles Hanson Greville Williams aus Naturkautschuk Isopren destillieren und die Summenformel C5H8 bestimmen. Damit ermöglichte er Gustave Bouchardat 1879, synthetischen Kautschuk in einem mehrere Monate dauernden Prozess erstmals herzustellen, indem er aus Kautschuk gewonnenes Isopren mit Salzsäure zusammen erhitzte und eine gummiartige Substanz erhielt. Um 1900 stellte Iwan Kondakow aus 2,3-Dimethylbutadien den ersten vollsynthetischen Kautschuk her. Das erste Patent zur Herstellung von synthetischem Kautschuk wurde 1909 an Fritz Hofmann erteilt. Dabei wurde sogenannter Methylkautschuk aus 2,3-Dimethylbutadien polymerisiert.
Während beider Weltkriege verlor Deutschland den Zugang zu seinen Kautschuk-Quellen und die Suche nach Alternativen wurde gefördert. Im Ersten Weltkrieg wurden bei Bayer in Leverkusen von 1915 bis 1918 gemäß dem Verfahren nach Fritz Hofmann rund 2.500 Tonnen Methylkautschuk hergestellt.
Der erste wirtschaftlich nutzbare synthetische Kautschuk war Styrol-Butadien-Kautschuk (SBR), ein  1926 durch die deutschen Chemiker Walter Bock und Eduard Tschunkur bei der I.G.-Farbenindustrie im Werk Leverkusen entwickeltes und am 15. Januar 1927 zum Patent angemeldetes Emulsionspolymerisat von 1,3-Butadien und Styrol. Die dafür geschaffene Wortmarke „Buna“ wurde am 11. Juli 1929 für die I.G.-Farbenindustrie geschützt. 1930 entwickelten die I.G.-Farben-Chemiker Erich Konrad und Eduard Tschunkur Butadien-Acrylnitril-Kautschuk (NBR), und in den USA entwickelte DuPont Chloropren-Kautschuk (CR), der heute als Neopren verkauft wird. Am 7. Juli 1932 begann im Werk SK-1 in Jaroslawl die sowjetische Produktion von synthetischen Gummi nach dem Lebedew-Verfahren. In den USA entstanden 1942 Silikonkautschuk und 1948 Fluorkautschuk.
Auch während des Zweiten Weltkriegs wurde Kautschuk knapp, diesmal nicht nur für die europäischen Achsenmächte, sondern auch für die Alliierten, da Japan die asiatischen Plantagen erobert hatte. In Deutschland produzierte die I.G. Farben ab 1935 in den Buna-Werken Styrol-Butadien-Kautschuk unter dem Namen Buna. Als Rohstoff diente beispielsweise in Schkopau Braunkohle und aus dem benachbarten Leunawerk stammte der notwendige Wasserstoff.
Ab 1940 lagerte die staatliche US-amerikanische Rubber Reserve Company Naturkautschuk ein, da die USA einen Lieferstopp bei einem Angriff Japans in Asien befürchteten. Als dieser dann auch eintrat, begannen die USA ab 1941, 15 staatlich finanzierte Fabriken für Buna-Kautschuk aufzubauen. Die Patente für Styrol-Butadien-Kautschuk lagen bei der Standard Oil of New Jersey, die sich aufgrund eines Abkommens mit der I.G. Farben weigerte, die Buna-Patente für den amerikanischen Markt freizugeben, worauf eine Untersuchungskommission die Firma einer „fortgesetzten Verschwörung zugunsten Deutschlands“ bezichtigte und Harry S. Truman auf einer Pressekonferenz von „Verrat“ sprach. Der amerikanische Kongress beschloss die Freigabe der Buna-Patente für Amerika. Im Jahr 1943 übertraf die US-Produktion von 185.175 Tonnen „Government Rubber“ erstmals die deutsche Produktion von 110.569 Tonnen und konnte bis zum Kriegsende noch auf über 730.000 Tonnen gesteigert werden.
In den folgenden Jahren wurden immer mehr auf spezielle Bedürfnisse abgestimmte synthetische Kautschuke entwickelt.

## Herstellung
Heute wird Kautschuk hauptsächlich synthetisch durch Polymerisation hergestellt. Es entsteht meist aus Styrol und 1,3-Butadien, andere Rohstoffbasen sind Styrolacrylat, Reinacrylat und Vinylacetat.
Die Polymerenketten sind üblicherweise aus Kohlenwasserstoffen aufgebaut. Ketten auf der Basis von Silikonen oder anderer Verbindungen sind ebenfalls möglich.

## Einteilung
Gemäß der Norm DIN/ISO 1629 (Kautschuk und Latices - Nomenklatur) können Kautschuke folgendermaßen eingeteilt werden.
| Gruppe | Spezifikation                                                        | Beispiele                           |
| ------ | -------------------------------------------------------------------- | ----------------------------------- |
| R      | Ungesättigte Doppelbindungen in der Hauptkette                       | NR, SBR, BR, NBR, CR, IIR           |
| M      | Gesättigte Polymethylen-Hauptkette                                   | EPM, EPDM, CM, CSM, AEM*, ACM, EVM* |
| O      | Sauerstoff in der Hauptkette (Polyether-Kautschuk)                   | CO, ECO, GPO                        |
| U      | Stickstoff und Sauerstoff in der Hauptkette (Polyurethan-Kautschuk)  | AU, EU                              |
| Q      | Siloxan-Gruppen in der Hauptkette (Silikon-Kautschuk)                | VMQ, MQ, FMVQ                       |
| T      | Schwefel in der Hauptkette (Polythioether-Kautschuk)                 | OT, EOT                             |
| Z      | Phosphor und Stickstoff in der Hauptkette (Polyphosphazen-Kautschuk) | FZ, PZ                              |

* nicht in DIN/ISO 1629 enthalten.
Weiterhin gibt es noch verschiedene weitere Modifikationen, die ebenfalls durch Buchstaben gekennzeichnet werden.
| Typ | Modifikation                |
| --- | --------------------------- |
| X   | carboxylierte Kautschuke    |
| S   | Lösungs-Kautschuke          |
| EM  | Emulsions-Kautschuke        |
| OE  | öl-gestreckte Kautschuke    |
| B   | bromierte Kautschuke        |
| C   | chlorierte Kautschuke       |
| Y   | thermoplastische Kautschuke |

## Weltproduktion
Gegenwärtig beträgt der Anteil des synthetischen Kautschuks am Gesamtbedarf von Kautschuk etwa 60 % (in Europa und den USA über 70 %). 1998 wurden weltweit 10,4 Millionen Tonnen Synthesekautschuk verbraucht, davon 60 % für Reifen und 10 % für Automobilteile. Die umsatzstärksten synthetischen Sorten sind: Styrol-Butadien-Kautschuk (SBR), Polybutadien-Kautschuk (BR), Nitrilkautschuk (NBR), Isobuten-Isopren-Kautschuk (IIR), Chloropren-Kautschuk (CR) und Ethylen-Propylen-Dien-Kautschuk (EPDM). Für die Teppichindustrie bedeutsam ist Styrol-Butadien-Latex (SBL) und für Anwendungen bei Temperaturen bis zu 300 °C Silikonkautschuk (SI).

## Verwendung
Synthetischer Kautschuk kann als alleiniges Polymer oder in Mischungen mit Naturkautschuken verwendet werden. Zwischen 65 % und 70 % des gesamten Kautschuks geht in die Produktion von Autoreifen. Weitere Hauptanwendungsgebiete sind Bindemittel für die Papierstreicherei, die Teppichrückenbeschichtung sowie getauchte Artikel wie z. B. dünne Handschuhe.
In aufgeschäumter Form wird Kautschuk für Matratzen und Schwämme verwendet.
Durch Tauchen glänzender Metall- oder Keramikformen in eine Emulsion werden Kondome, Handschuhe oder Luftballons - Waren mit besonders geringer Filmdicke hergestellt. Dickere Filme werden für die Herstellung von Abgussformen, Fahrzeugreifen, Motorlagern sowie diversen Gummi/Metall-Verbindungen benötigt. In Hochleistungsreifen findet sich auch Neodym-katalysierter Polybutadienkautschuk (Nd-PBR).
Ein weiterer wichtiger Anwendungsfall sind Dichtungsprofile aus Kautschuk, etwa für Türen und Fenster. Wegen seiner günstigen Witterungsbeständigkeit wird hierfür hauptsächlich EPDM verwendet. Das typisch schwarze Profil weist häufig zwei Lumina auf, eines bewirkt das Klemmen in der Haltefuge, das andere füllt federnd die Dichtfuge. Diese Dichtungsprofile werden durch Extrusion hergestellt und oft in angeschlossenen Veredelungsverfahren beflockt, kaschiert und/oder lackiert.
Daneben gibt es geschlossenzelligen, oft weißen Schaum in Form von Bändern oder Rundschnüren als Dichtungen. Besonders wenig Kraft für die Dickenkompression benötigt Schaum, der in Form eines D-Profils extrudiert wird und damit ein durchgängiges Lumen aufweist. Durch Anbauen eines doppelseitigen Klebebands werden diese Profile an einer flachen Seite selbstklebend gemacht. Das heute verwendete Material ist gut zu reinigen.
Die ersten selbstklebenden, komprimierbaren Fensterdichtungen "tesamoll" kamen um 1970 auf und bestanden aus offenporigem, daher schmutzempfindlichem und noch nicht sehr UV-beständigem Polyätherschaum.

## Kautschukchemikalien
Vulkazit oder Vulkacit wurde von der I.G. Farben als Handelsname für Vulkanisationsbeschleuniger eingeführt. Noch heute verwendet das Nachfolgeunternehmen Lanxess sie.
| Stoffklasse                 | Chemische Bezeichnung                         | Handelsname Lanxess | Handelsname Chemtura | CAS-Nummer |
| --------------------------- | --------------------------------------------- | ------------------- | -------------------- | ---------- |
| Vulkanisationsbeschleuniger | Zinkdiethyldithiocarbamat                     | Vulkazit LDA        | Ethazate             | 14324-55-1 |
| Vulkanisationsbeschleuniger | Zinkdibutyldithiocarbamat                     | Vulkazit LDB        | Butazate             | 136-23-2   |
| Vulkanisationsbeschleuniger | Zinkdibenzyldithiocarbamat                    | Vulkazit ZBEC       | Arazate              | 14726-36-4 |
| Vulkanisationsbeschleuniger | N,N′-Diphenylguanidin                         | Vulkazit D          |                      | 102-06-7   |
| Vulkanisationsbeschleuniger | N-Cyclohexyl-2-benzothiazolsulfenamid         | Vulkazit CZ         | Delac S              | 95-33-0    |
| Vulkanisationsbeschleuniger | N-tert-Butyl-2-benzothiazol-sulfenamid (TBBS) | Vulkazit NZ         | Delac NS             | 95-31-8    |
| Vulkanisationsbeschleuniger | 2-(Morpholinthio)benzothiazol                 | Vulkazit MOZ        | Delac MOR, NOBS SP   | 102-77-2   |
| Vulkanisationsbeschleuniger | 2-Mercaptobenzothiazol                        | Vulkazit Merkapto/M | Naugex MBT           | 149-30-4   |
| Vulkanisationsbeschleuniger | Dibenzothiazyldisulfid                        | Vulkazit DM         | Naugex MBTS          | 120-78-5   |
| Vulkanisationsbeschleuniger | Zink-2-mercaptobenzothiazol                   | Vulkazit ZM         | OXAF                 | 155-04-4   |
| Vulkanisationsbeschleuniger | Thiuram (TMTD)                                | Vulkazit Thiuram    | Turex                | 137-26-8   |
| Vulkanisationsbeschleuniger | N,N′-Di-o-tolylguanidin (DOTG)                |                     |                      | 97-39-2    |
| Schwefelspender             | Tetramethylthiuramtetrasulfid                 | Tetrone A           |                      | 97-91-6    |

Quellen: 